# Barbus kuiluensis
Barbus kuiluensis е вид лъчеперка от семейство Шаранови (Cyprinidae).

## Разпространение
Видът е разпространен в Република Конго.

## Описание
На дължина достигат до 7,2 cm.